# Michel Faure
Pour les articles homonymes, voir Michel Faure (journaliste) et Faure.
Michel Faure est un auteur français de bande dessinée né en 1947. Il est l'auteur de plusieurs albums relatifs à La Réunion, où il a contribué au Cri du Margouillat.

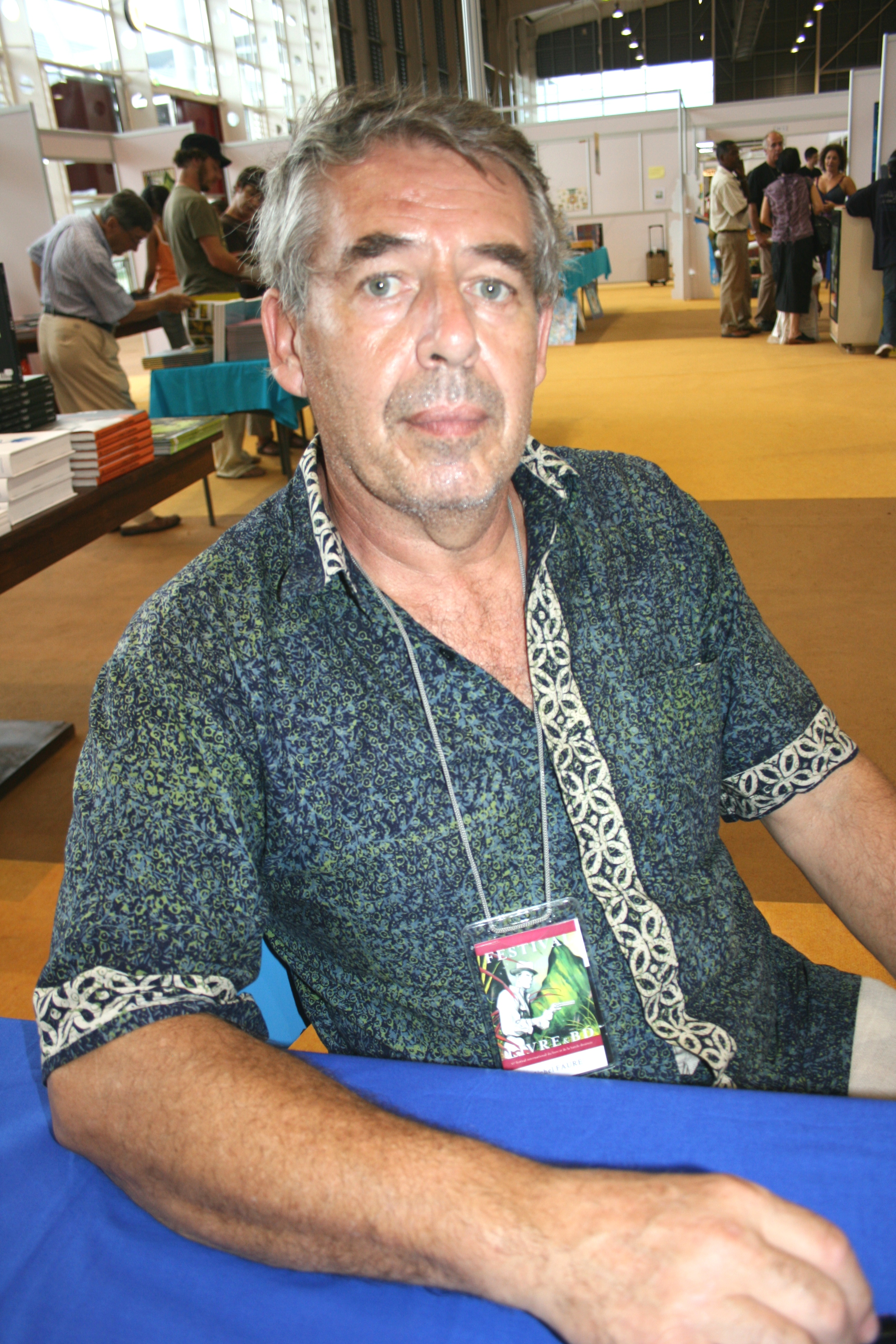
Michel Faure au VIe Festival du livre et de la bande dessinée le 9 décembre 2009 à Saint-Denis de La Réunion.

## Œuvres
Sauf précisions, Michel Faure est le dessinateur de ces albums, et ses collaborateurs les scénaristes.
- Aventures dans l'Océan indien, avec Daniel Vaxelaire, Arts graphiques modernes :

1. La Buse et la “Vierge du Cap”, 1978.
2. La Fin de la Buse, 1979.

- Dieu, sa Fille et l'Homme, Glénat, 1981[1].
- L'Étalon noir, avec Robert Génin, Hachette :

1. L’Étalon noir, 1982.
2. Black contre Satan, 1982.
3. Le Désert de la mort, 1983.
4. Black le rebelle, 1984.
5. Black et le fantôme, 1984.
6. Black le Champion, 1985.

- Moïse, Glénat, 1983.
- Les Pirates de l'Océan indien, avec Patrick Lizé, Glénat :

1. John Bowen, 1983.
2. Captain Avery, 1984.

- Les Fils de l'aigle, avec Daniel Vaxelaire :

1. La Dent du loup, Hachette, coll. « Histoire », 1985.
2. Les Collets noirs, Hachette, coll. « Histoire », 1986.
3. Les Sables de Denderah, Les Humanoïdes Associés, coll. « Eldorado », 1987.
4. Capucine, Les Humanoïdes Associés, coll. « Eldorado », 1988.
5. Le Camp de Boulogne, Les Humanoïdes Associés, coll. « Eldorado », 1989.
6. Ma bohème, Arboris, 1993.
7. Sous le soleil d'Austerlitz, Arboris, 1993.
8. Vienne à feu et à cœur, Arboris, 1994.
9. Destinées bataves, Arboris, 1995.
10. Albion côté jardin, Arboris, 1996.
11. La Chasse au loup, Arboris, 1998.

- Crin-blanc, avec François Corteggiani (d'après le film d'Albert Lamorisse), Hachette, 1988.
- L'Ange, Humanoïdes Associés :

1. Les Rois Mages, 1990.

- Le Ventre de l'Ogresse, 1991.
- L'Île au trésor (dessin), avec François Corteggiani (scénario d'après le roman de Robert Louis Stevenson), Dargaud, 1991.
- Vercors : Le Combat des Résistants, avec Alain Bouton et Mathilde Ferguson, Bayard, coll. « Okapi », 1994.
- Elsa, avec Pierre Makyo, 3 tomes, Glénat, de 1996 à 1999[2].
- Balade au bout du monde, avec Pierre Makyo, Glénat :

1. Les Véritables, 1997.
2. Blanche, 1998.
3. Rabal le guérisseur, 1999.
4. L’Œil du poisson, 2000.
5. Épilogue, avec Claude Pelet (dessin), 2012[3],[4].

- Le Décalogue t. 9 : Le Papyrus de Kom Ombo, avec Frank Giroud, Glénat, 2003.
- Le Maître de peinture, avec Pierre Makyo et Frédéric Richaud, 3 tomes, Glénat, 2003-2005.
- Poupée d'ivoire t. 9 : Timok Khan (dessin), avec Franz (dessin et scénario) et François Corteggiani (scénario), Glénat, coll. « Vécu », 2005.
- L'Ombre de l'ours, avec François Corteggiani, Théloma, 2005.
- Anesqua : da l'Alcazar à Monieux, avec Myriam Louarn, Mairie de Monieux, 2005.
- Secrets : Samsara tomes 1 et 2, avec Frank Giroud, Dupuis, 2007.
- Jésus Marie Joseph, Glénat, 2011.
- Camargue rouge Glénat, 2013.
- Le Baron fou, avec Rodolphe, 2 tomes, Glénat, 2015.
- La Piste cavalière, Glénat, 2017.
- Pur-sang, avec Rodolphe et Camille Vercken, Glénat :

1. Red Bird, 2019.
2. Snow, 2019.

- Avec les Cristeros (dessin), avec ManKho (dessin) et François Corteggiani (scénario), Éditions du Triomphe, coll. « Le Vent de l'Histoire », 2020.

## Prix
- 1983 : Alfred Enfant au festival d'Angoulême pour L'Étalon noir, t. 2 (avec Robert Génin)